# Сопівка
Со́півка — річка в Україні, в межах Коломийського району Івано-Франківської області. Ліва притока Лючки (басейн Пруту). 

## Опис
Довжина 24 км, площа водозбірного басейну 140 км². Похил річки 13 м/км. Річка у верхній та середній течії — типово гірська, зі швидкою течією, кам'янистим дном та вузькою долиною. У пониззі Сопівка набуває рис рівнинної річки. Річище слабозвивисте.

## Розташування
Сопівка бере початок на захід від села Слобода, між горами північної частини масиву Покутсько-Буковинські Карпати. Тече спершу на схід, далі — на північний схід, у нижній частині — на схід і (частково) південний схід. Впадає до Лючки у північно-східній частині села Нижній Вербіж.
Над річкою розташоване смт Печеніжин, село Рунгури та ще декілька сіл.